# Togos Davis Cup-lag
Togos Davis Cup-lag styrs av Togos tennisförbund och representerar Togo i tennisturneringen Davis Cup, tidigare International Lawn Tennis Challenge. Togo debuterade i sammanhanget 1990, och gick till kvartsfinal i Grupp II 1992.